# Olympie (Voltaire)
Pour les articles homonymes, voir Olympie (homonymie).
Olympie (ou Olimpie [sic]) est une tragédie de Voltaire en cinq actes et en vers.
Écrite en 6 jours, jouée d'abord à Ferney, le 24 mars 1762, puis sur le théâtre de Schwetzingen, à la cour de l'Electeur palatin, les 30 septembre et 7 octobre de la même année.
Olympie fut représentée sur le Théâtre de la rue des Fossés à Paris le 14 mars 1764. Elle devait y être donnée
dès 1762, mais Mademoiselle Dumesnil et Mademoiselle Clairon se disputèrent le rôle principal, et d'Argental fut obligé de retirer Olympie. En 1764, Mlle Dumesnil joua Statira, et Mlle Clairon, Olympie.
Voltaire avait promis à Jean Schouvalow de lui dédier Olympie.